# مارتین پوسپیشیل
مارتین پوسپیشیل (چکی: Martin Pospíšil؛ زادهٔ ۲۶ ژوئن ۱۹۹۱) بازیکن فوتبال اهل جمهوری چک است.
از باشگاه‌هایی که در آن بازی کرده‌است می‌توان به باشگاه فوتبال ویکتوریا پلزن، باشگاه فوتبال باومیت یابلونتس، و باشگاه فوتبال سیگما اولوموتس اشاره کرد.
وی همچنین در تیم‌های ملی فوتبال زیر ۲۱ سال جمهوری چک و جمهوری چک بازی کرده‌است.